# إدوارد باومان
إدوارد باومان (بالفرنسية: Édouard Baumann) (4 مارس 1895 باريس فرنسا - 12 أبريل 1985 بولون-بيانكور فرنسا) هو لاعب كرة قدم فرنسي سابق كان يلعب كمدافع، شارك خلال مسيرته في الألعاب الأولمبية الصيفية 1920.

## روابط خارجية
إدوارد باومان على موقع قاعدة بيانات كرة القدم.إي يو (الإنجليزية)
- إدوارد باومان على موقع ناشيونال فوتبول تيمز (الإنجليزية)
- إدوارد باومان على موقع عالم كرة القدم.نت (الإنجليزية)
- إدوارد باومان على موقع أوليمبيديا (الإنجليزية)